# Cửu Long, Hồng Kông

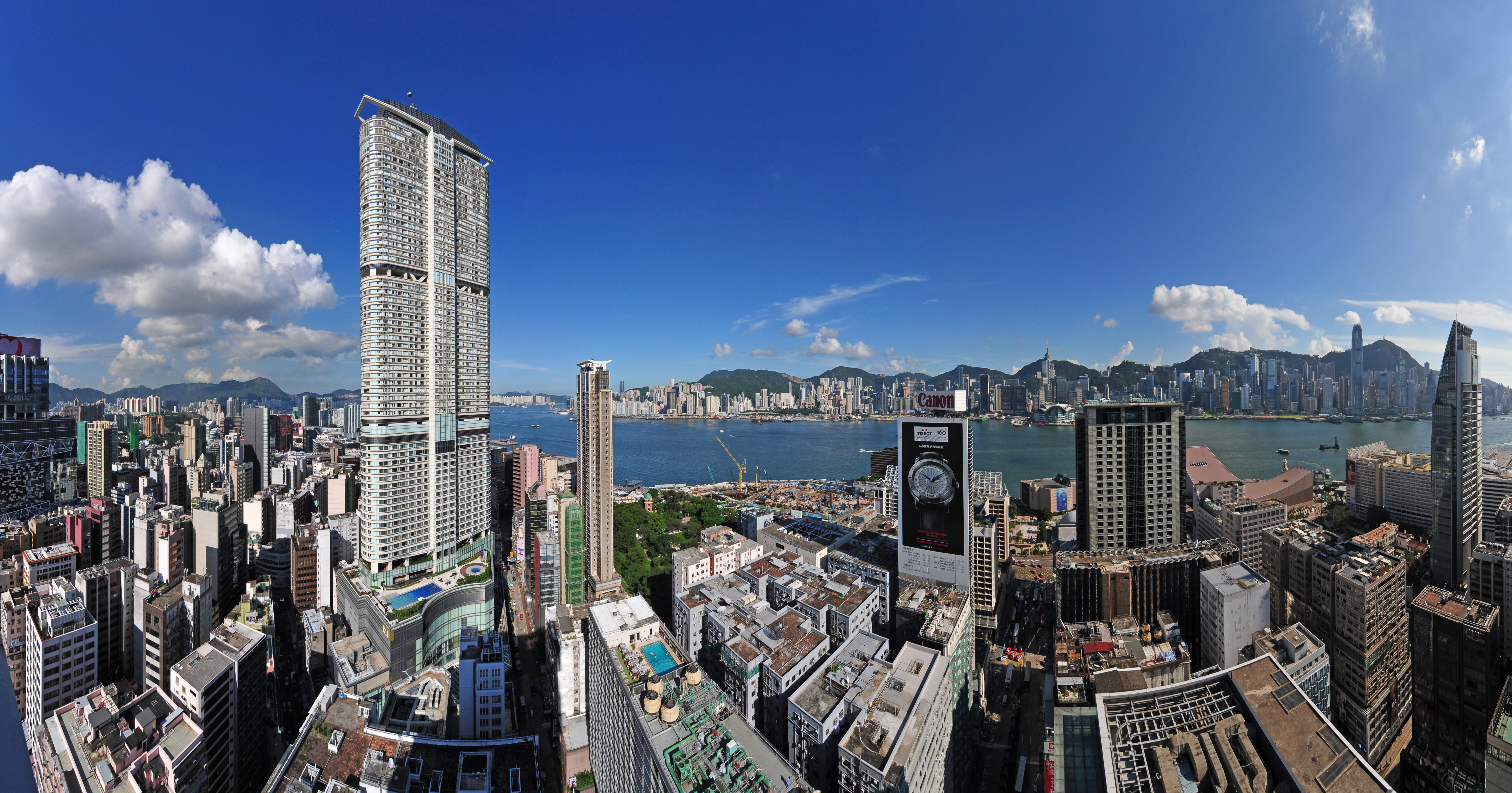
Quận Du Tiêm Vượng, phía tây của Bán đảo Cửu Long

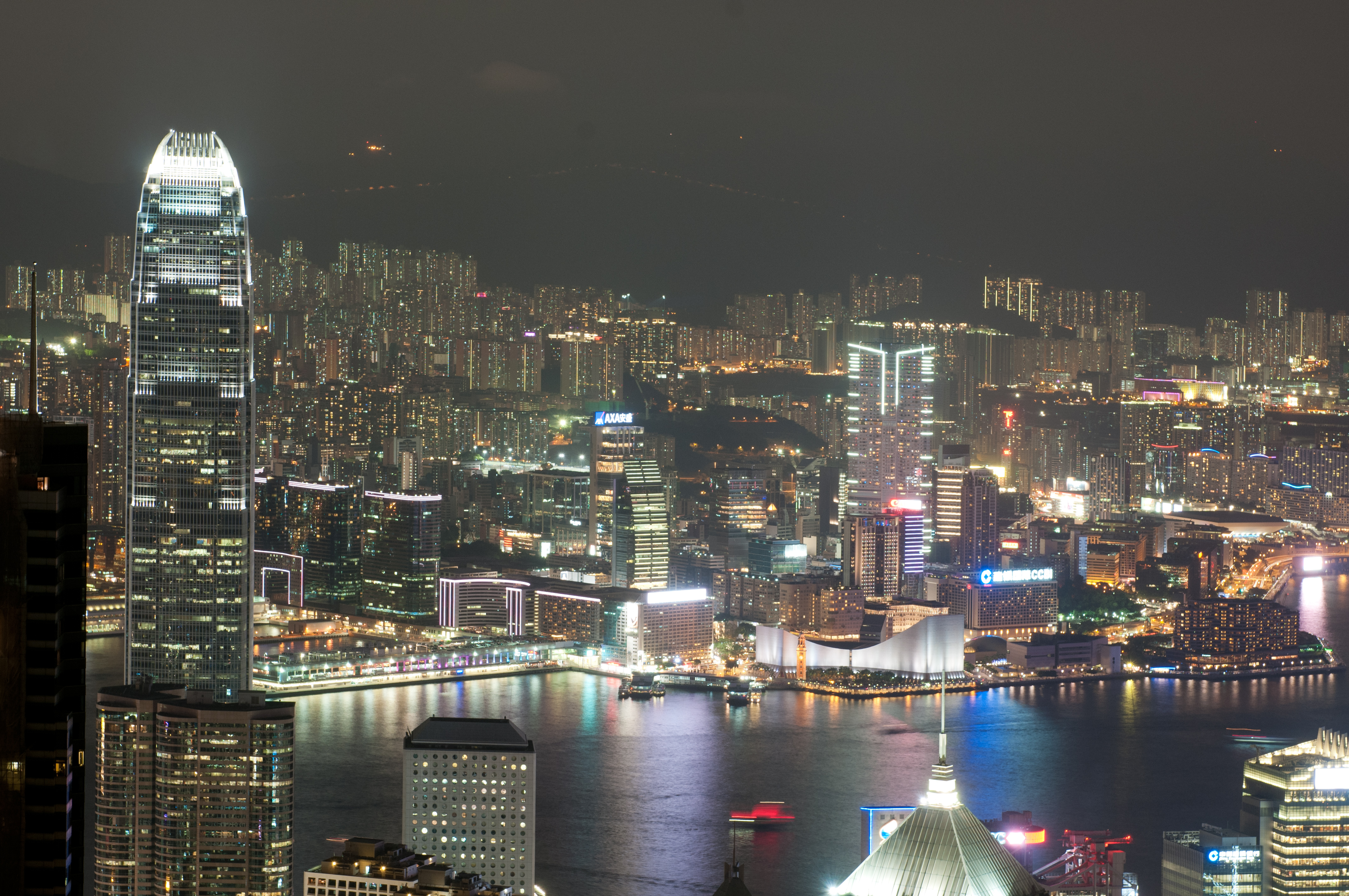
Kowloon (Bán đảo Cửu Long)

Cửu Long (tên Anh ngữ: Kowloon, Hán ngữ: 九龍) (bao gồm cả bán đảo Cửu Long và Tân Cửu Long), là một trong ba khu vực lớn nhất của Hong Kong, là bộ phận lãnh thổ thành thị lớn nhất sau khu đảo Hương Cảng. Ba mặt Đông, Nam và Tây của bán đảo Cửu Long được bao bọc bởi Vịnh Victoria. Cửu Long giáp với eo biển Lý Ngư Môn (Lei Yue Mun) ở phía đông, khu nhà Mỹ Phu Tân Thôn (Mei Foo Sun Chuen) và đảo Ngang Thuyền Châu (Stonecutters Island) ở phía tây, một dãy núi, bao gồm cả Đại Lão Sơn (Tate's Cairn) và Sư Tử Sơn ở phía bắc, và cảng Victoria ở phía nam. Với dân số 2.019.533 (2 triệu) và mật độ dân số 43.033 / km² năm 2006, đây là khu vực đô thị đông dân nhất ở Hồng Kông. Diện tích của bán đảo là khoảng 47 km² (18 dặm vuông).
Trong quá khứ, vì vấn đề thuê nhượng giữa Anh quốc và Trung quốc, từng phân chia thành hai bộ phận là "Cửu Long" (tức từ phía nam của Đường Boundary) và "Tân Cửu Long" (tức từ phía nam núi Sư Tử đến phía Đường Boundary). Nhưng từ Đàm phán Trung-Anh, tiền đồ của Hong Kong đã được rõ ràng, hoạch định về vùng "Tân Cửu Long" đã không còn ý nghĩa thực tế, cho nên hiện tại, hai vùng nầy hợp nhất danh xưng là "Cửu Long". Tuy nhiên, về phần thuế vụ của Tân Cửu Long và khu Tân Giới vẫn giống nhau, đều phải nộp địa tô hằng năm cho chánh phủ Đặc khu hành chính Hồng Kông.

## Lịch sử
Vào năm 1860 bán đảo Cửu long được cắt nhượng cho Anh quốc, có thể tham khảo thêm Thời kỳ đầu thuộc địa của Hong Kong.
Một phần của Cửu Long phía nam Đường Boundary, cùng với Đảo Ngang Thuyền Châu (Stonecutter), được nhà Thanh nhượng lại cho Vương quốc Anh theo Công ước Bắc Kinh năm 1860. Trong nhiều năm, khu vực này vẫn chưa được phát triển, chủ yếu được người Anh sử dụng cho các cuộc thám hiểm săn hổ. Một phần của Cửu Long phía bắc Đường Boundary (Tân Cửu Long) được người Anh thuê như một phần của Tân Giới theo Công ước Bắc Kinh lần thứ hai năm 1898 trong 99 năm. Trong Tân Cửu Long là thành phố Cửu Long (Cửu Long Thành) một khu vực của Hồng Kông nơi có Cửu Long Trại Thành. Bản thân thành phố Cửu Long đã bị phá hủy vào năm 1993. Khu vực tương tự được gọi là Quan Phủ Trường (Guanfuchang (官富場)) trong triều đại nhà Tống (960–1279). "Tân Cửu Long" vẫn là một phần của Tân Giới.

## Địa lý và phân hoạch hành chính

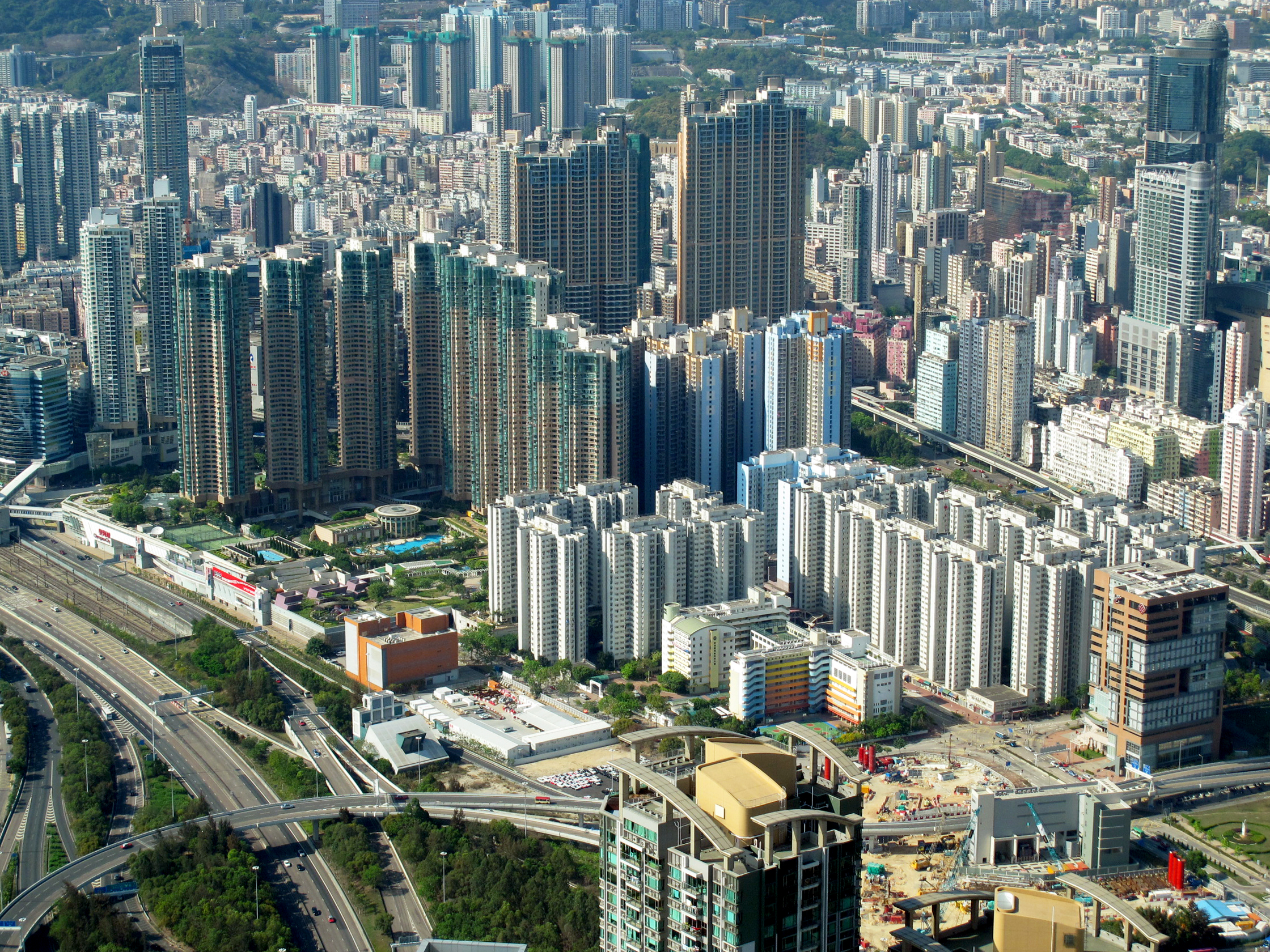
Khu Tây Cửu Long

Căn cứ văn bản được công bố vào năm 2003 của Tổng cục Địa chánh Hương Cảng, diện tích của bán đảo Cửu Long vào khoảng 46,93 km². Phân hoạch hành chính có 5 khu, mỗi đều có một Nghị Hội khu của riêng mình, đó là:
- Khu Cửu Long Thành (Kowloon City)
- Khu Quan Đường (Kwun Tong)
- Khu Thâm Thủy Bộ (Sham Shui Po)
- Khu Huỳnh Đại Tiên (Wong Tai Sin)
- Khu Du Tiêm Vượng (Yau Tsim Mong)

Về khu vực tuyển cử Hội đồng Lập pháp, từ năm 1990, Cửu Long được chia làm 2 khu:
- Cửu Long Đông: bao gồm khu Huỳnh Đại Tiên và khu Quan Đường (năm 2004 có 5 ghế, năm 2008, đã kiến nghị giảm thiểu một ghế）
- Cửu Long Tây: bao gồm khu Du Tiêm Vượng, khu Thâm Thủy Bộ và Cửu Long Thành (năm 2004 có 8 ghế, năm 2008, đã kiến nghị gia tăng một ghế).

## Dân số
Căn cứ bản điều tra nhân khẩu Hong Kong năm 2001, dân số của Cửu Long là 2.023.979 người, chiếm 30,2% tổng dân số Hương Cảng. Còn đến năm 2011, 2.108.419 người người sống ở Cửu Long.
94,2% cư dân của Cửu Long là người Quảng Đông. Các nhóm dân tộc thiểu số lớn nhất lần lượt là người Indonesia (1,8%), người Philippines (1,5%), người Ấn Độ (0,5%), người Nepal (0,4%) và người Anh (0.3%). Trong khi đó, 86% cư dân của Cửu Long sử dụng tiếng Quảng Đông như ngôn ngữ thông thường của họ, trong khi 2,3% sử dụng tiếng Anh và 1,2% sử dụng tiếng Quan thoại.

## Vận tải

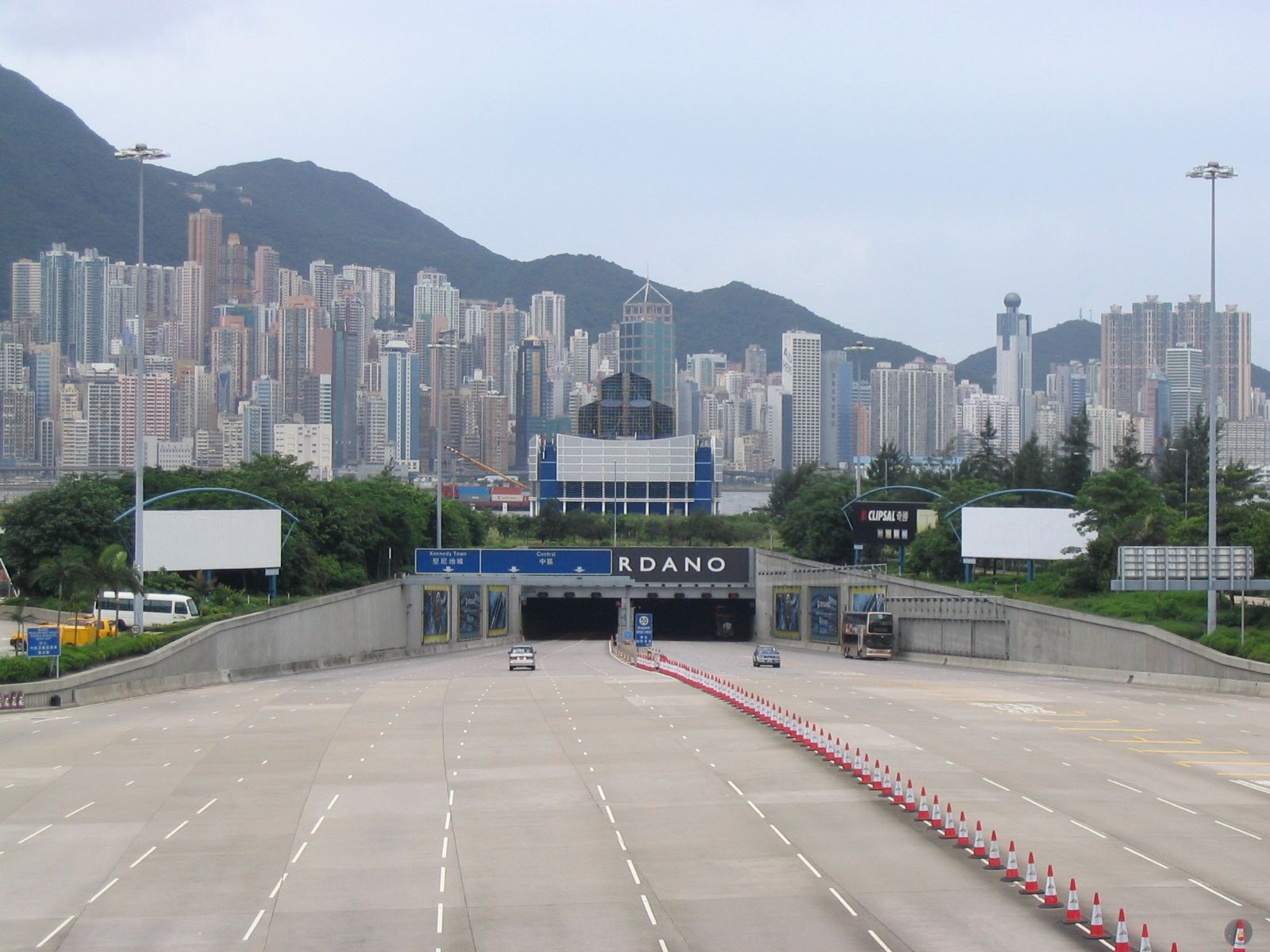
Western Harbour Crossing, một trong những đường hầm kết nối Cửu Long với đảo Hồng Kông.

Cửu Long được kết nối với đảo Hồng Kông trên đất liền bằng hai đường hầm đường bộ (Cross-Harbour Tunnel và Western Harbour Crossing), hai đường hầm MTR (tuyến Thuyền Loan và tuyến Đông Dũng/Airport Express) và một tuyến vận tải kết hợp đường sắt MTR và đường bộ (Eastern Harbour Tunnel, chứa tuyến Tướng Quân Áo và các đường dưới đất khác). Tuy nhiên, lại không có cây cầu nối giữa đảo và Cửu Long.